# Abu Yahya Muhammad ibn Ahmad Ibn Sumadih
Abu-Yahya Muhàmmad ibn Àhmad ibn Sumàdih at-Tujibí (mort en 1028) fou un general i senyor d'Osca al final del segle x i començament del xi. La seva genealogia s'ha establert com a Abu-Yahya Muhàmmad ibn Àhmad ibn Sumàdih ibn Àhmad ibn Muhàmmad ibn Abd-ar-Rahman ibn Sumàdih ibn Abd-ar-Rahman ibn Abd-Al·lah ibn al-Muhàjir ibn Amira ibn al-Muhàjir ibn Najda (o Najwa) ibn Xurayh ibn Hàrmala ibn Yazid ibn Àjdaba ibn Zayd ibn Amir ibn Adi ibn Àixras ibn Xabib ibn as-Sakun ibn Àixras ibn Kinda.
Fou un general d'Almansor que va destacar en diverses campanyes. Nomenat governador o valí d'Osca, fou expulsat vers el 1011/1017 per l'emir de Saragossa al-Múndhir ibn Yahya at-Tujibí i va haver de refugiar-se a València. Va morir entre el 28 de maig i el 26 de juny de 1028. El seu fill Abu-l-Àhwas Man ibn Muhàmmad ibn Sumàdih fou després governador (1038-1041/42) i emir (1041/42-1051) d'Almeria.